# Chihaya-Akasaka (Osaka)
Chihaya-Akasaka (jap. 千早赤阪村 Chihaya-Akasaka-mura) ist ein Dorf im Minamikawachi-gun in der Präfektur Osaka. Auf Grund von vielen Gebietszusammenlegungen ist Chihaya-Akasaka die einzige Dorfgemeinde der Präfektur.

## Geographie
Chihaya-Akasaka liegt südöstlich von Osaka.

## Verkehr
- Straße:
  - Nationalstraße 309

## Angrenzende Städte und Gemeinden

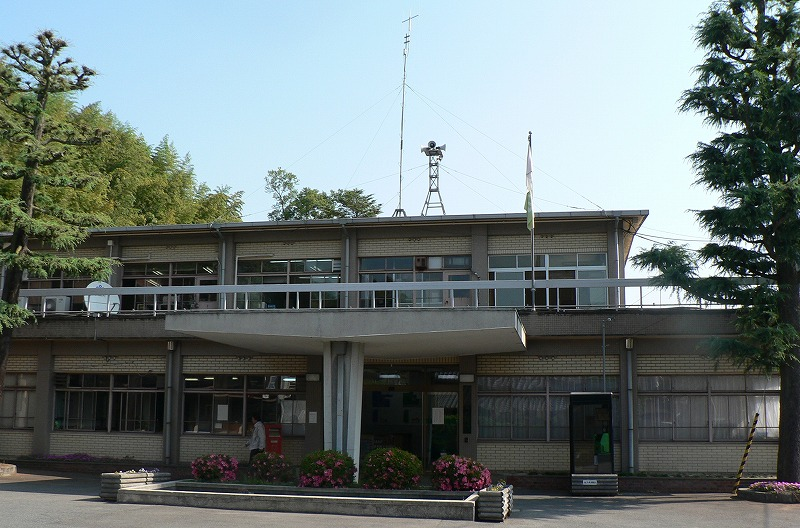
Chihaya Akasaka Village Office (altes Regierungsgebäude)

- Präfektur Osaka
  - Tondabayashi
  - Kawachinagano
  - Kanan
- Präfektur Nara
  - Gojō
  - Gose